# Atlantoraja platana
Atlantoraja platana es una especie de pez rajiforme de la familia Rajidae.

## Morfología
Los machos pueden llegar a alcanzar los 80 cm de longitud total.

## Reproducción
Es ovíparo y las hembras ponen huevos envueltos en una cápsula córnea.

## Hábitat
Es un pez de mar y de clima subtropical y demersal que vive entre 19-181 m de profundidad.

## Distribución geográfica
Se encuentra en el Océano Atlántico suroriental: Brasil, Uruguay y la Argentina. 

## Observaciones
Es inofensivo para los humanos. 